# Ту-104
Ту-104 — перший радянський турбореактивний пасажирський літак.

## Історія
6 листопада 1955 року на Харківському авіазаводі піднявся в небо перший у Радянському Союзі третій у світі (після британського De Havilland Comet та французького Sud Aviation Caravelle) серійний турбореактивний пасажирський літак Ту-104.
Ту-104 успадковував від свого попередника — військового бомбардувальника Ту-16 — найкращі властивості і був великим кроком уперед у галузі пасажирських перевезень.
Літак з 50-ма пасажирами на борту долав відстань до 3500 км з максимальною швидкістю 950—1000 км за годину. Освоєння його виробництва на Харківському авіазаводі було здійснено, як для того часу, в максимально короткі терміни — виготовлення першого фюзеляжу Ту-104 підприємство розпочало наприкінці 1954 р., а до осені 1955 офіційно було завершене збирання першої серійної машини.
Серійне виробництво літака тривало до 1960 р., на Харківському авіазаводі було виготовлено 45 машин Ту-104 і його вдосконаленої модифікації Ту-104А. На авіазаводі в Харкові, а пізніше в Омську і Казані, було розгорнене масове виробництво літаків цього типу. До кінця 1960 р. в СРСР і Чехословаччині цей літак експлуатували вже 10 авіапідприємств. Сумарна кількість випущених трьома заводами в цей час Ту-104 склала понад 200 машин. Цей літак прослужив в авіакомпаніях понад 20 років.
З одного боку, літак був проривним, з іншого — мав недоліки, що призвели до десятків серйозних катастроф з людськими жертвами. Ту-104 був ненадійним, важким, в польоті дуже нестабільним та мав погану керованість, був схильним до розгойдування. Навігаційне обладнання й автопілот були недосконалими, радіонавігаційне обладнання заходу на посадку було відсутнім. Занадто багато залежало від майстерності екіпажу, його правильних дій у критичних ситуаціях.

## Характеристики
Нижче подано характеристики модифікації Ту-104Б:
- Екіпаж: 7
- Пасажиромісткість: 50-100 чол.
- Довжина: 40,05 м
- Розмах крила: 34,54 м
- Висота: 11.90 м
- Площа крила: 184 м ²
- Вага порожнього: 41600 кг
- Максимальна злітна вага: 76000 кг (167550 фунтів)
- Силова установка: 2 x АМ-3М-500 тягою 95,1 кН
- Максимальна швидкість: 950 км / год
- Запас ходу: 2650 км
- Практична стеля: 11500 м
- Швидкопідйомність: 10 м/с

## Галерея

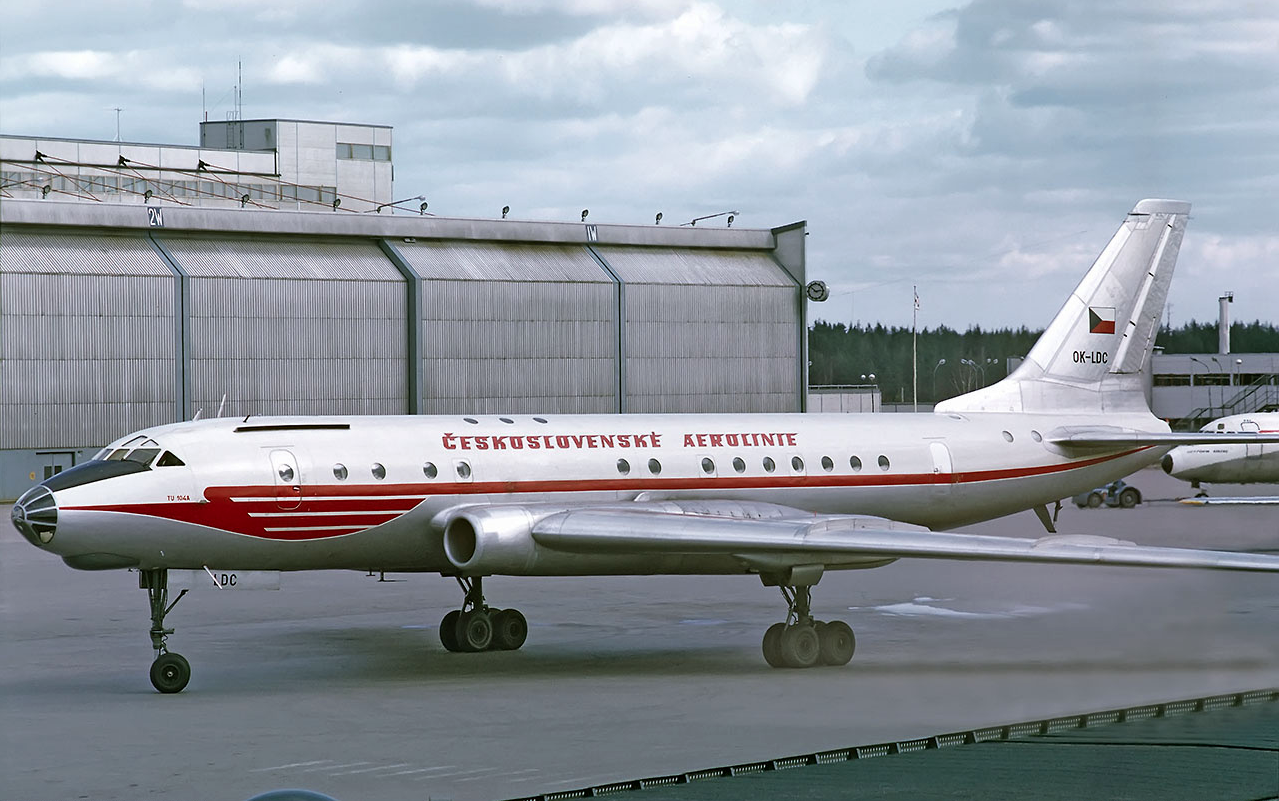
Ту-104 у лівреї чехословацької авіакомпанії  CSA
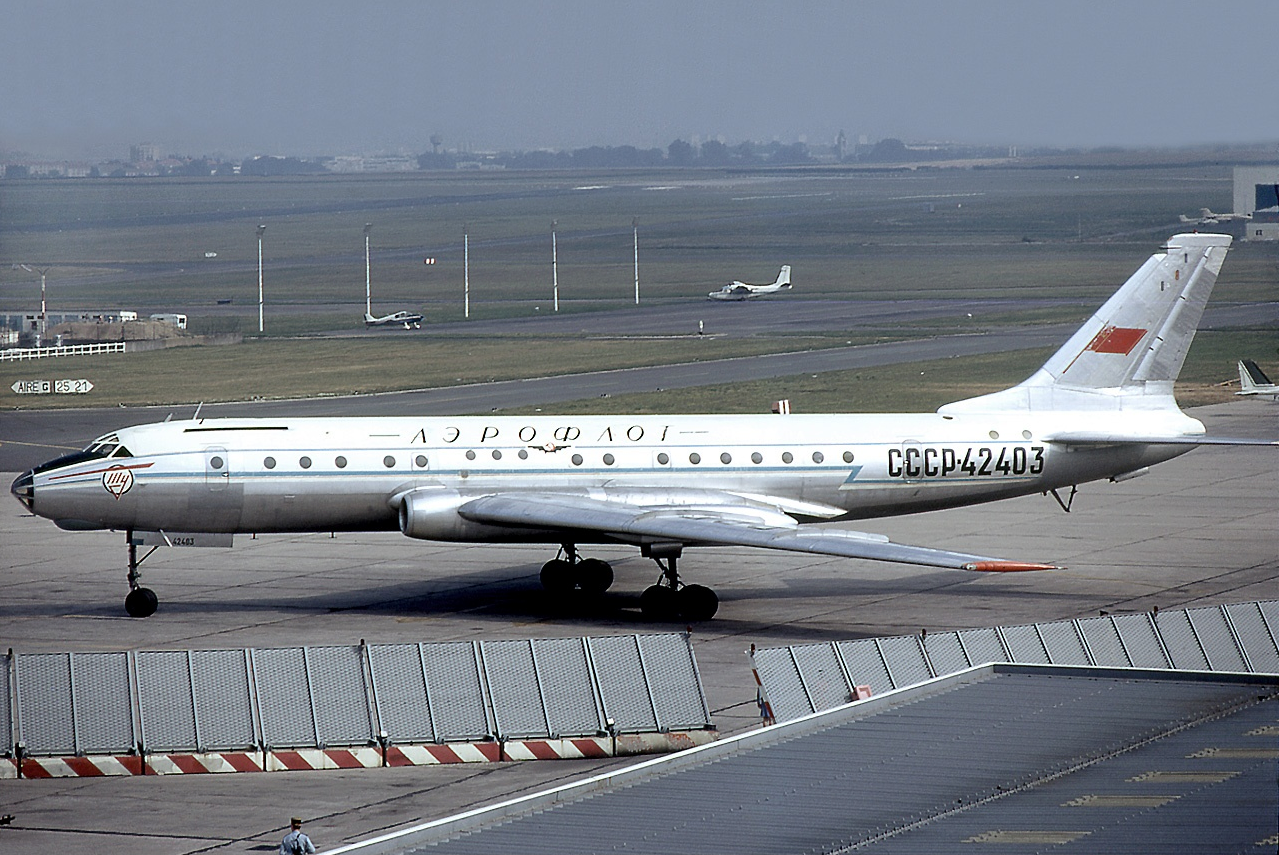
Ту-104 у ранній лівреї «Аерофлоту».
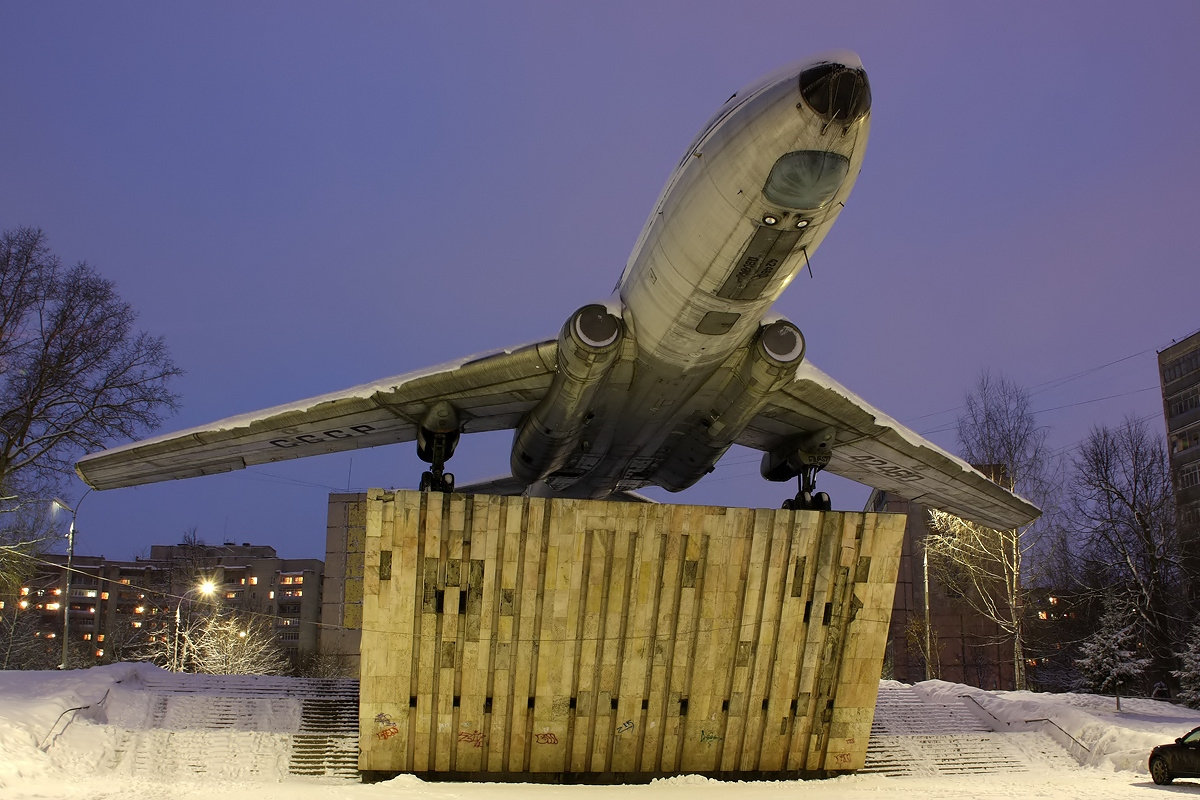
Ту-104 на постаменті в Рибінську
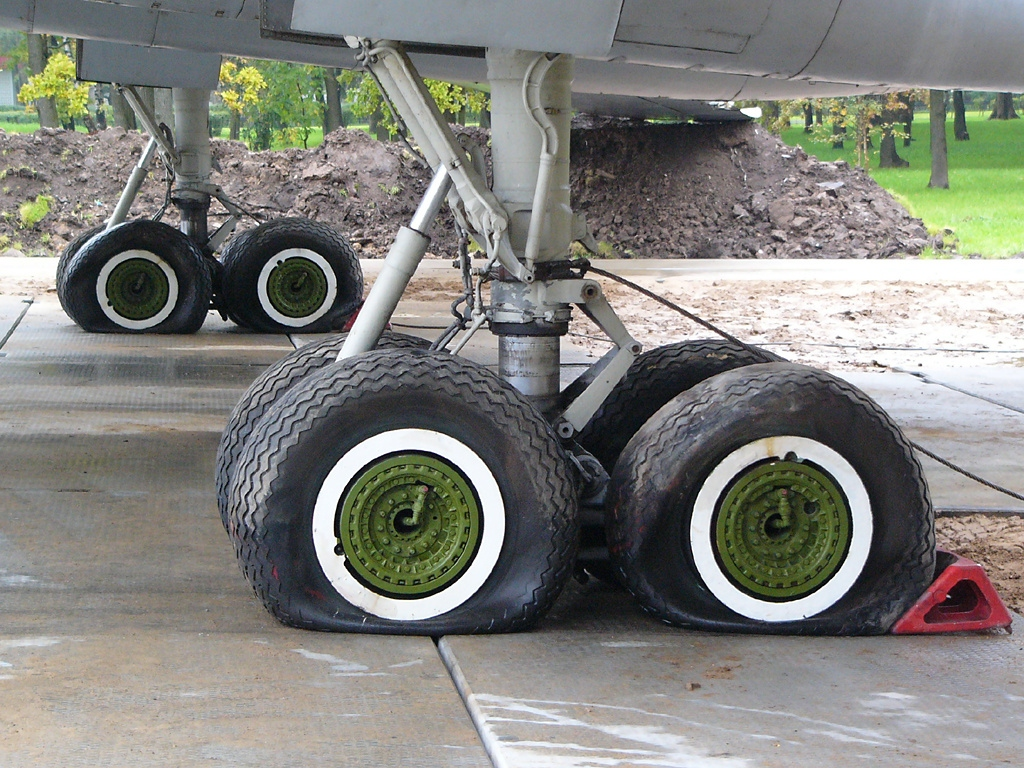
Основні стійки шасі Ту-104
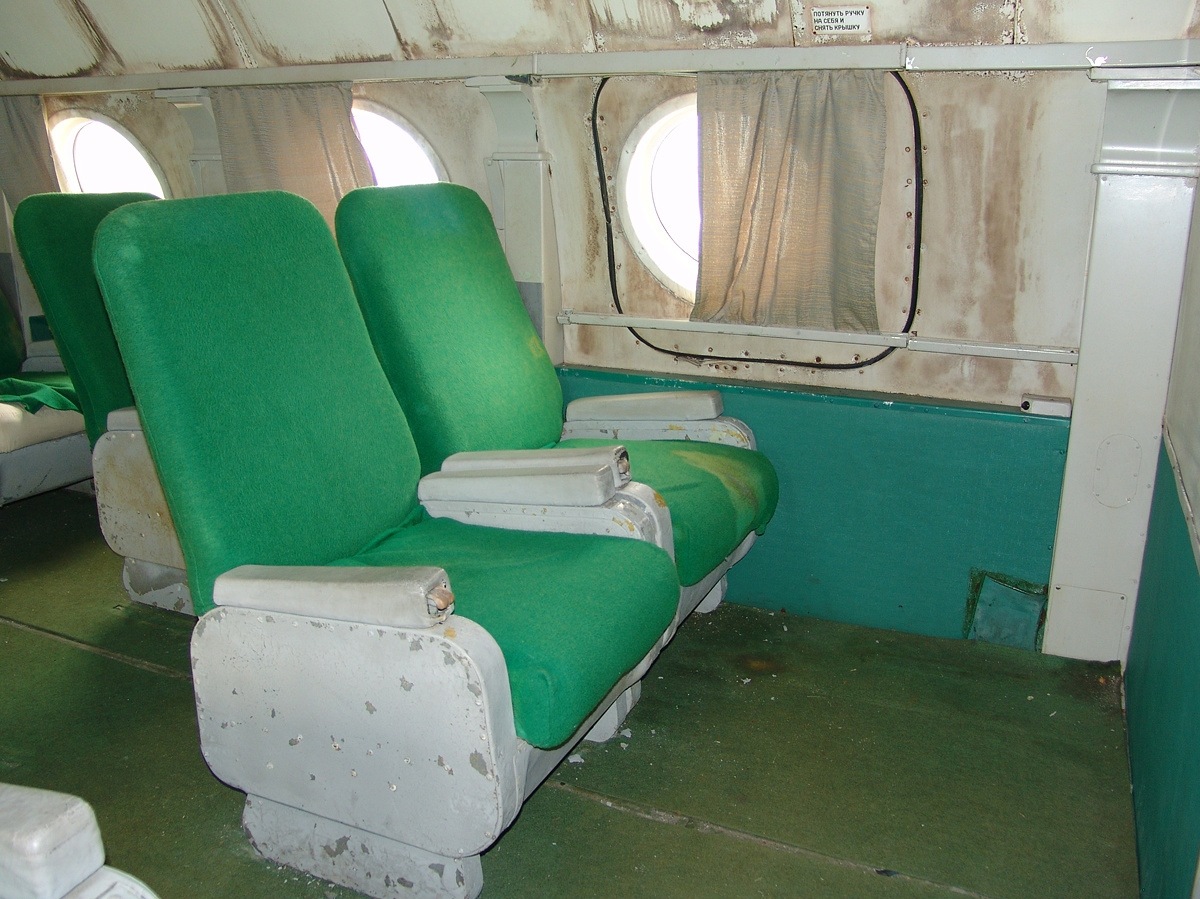
Фрагмент салону Ту-104.
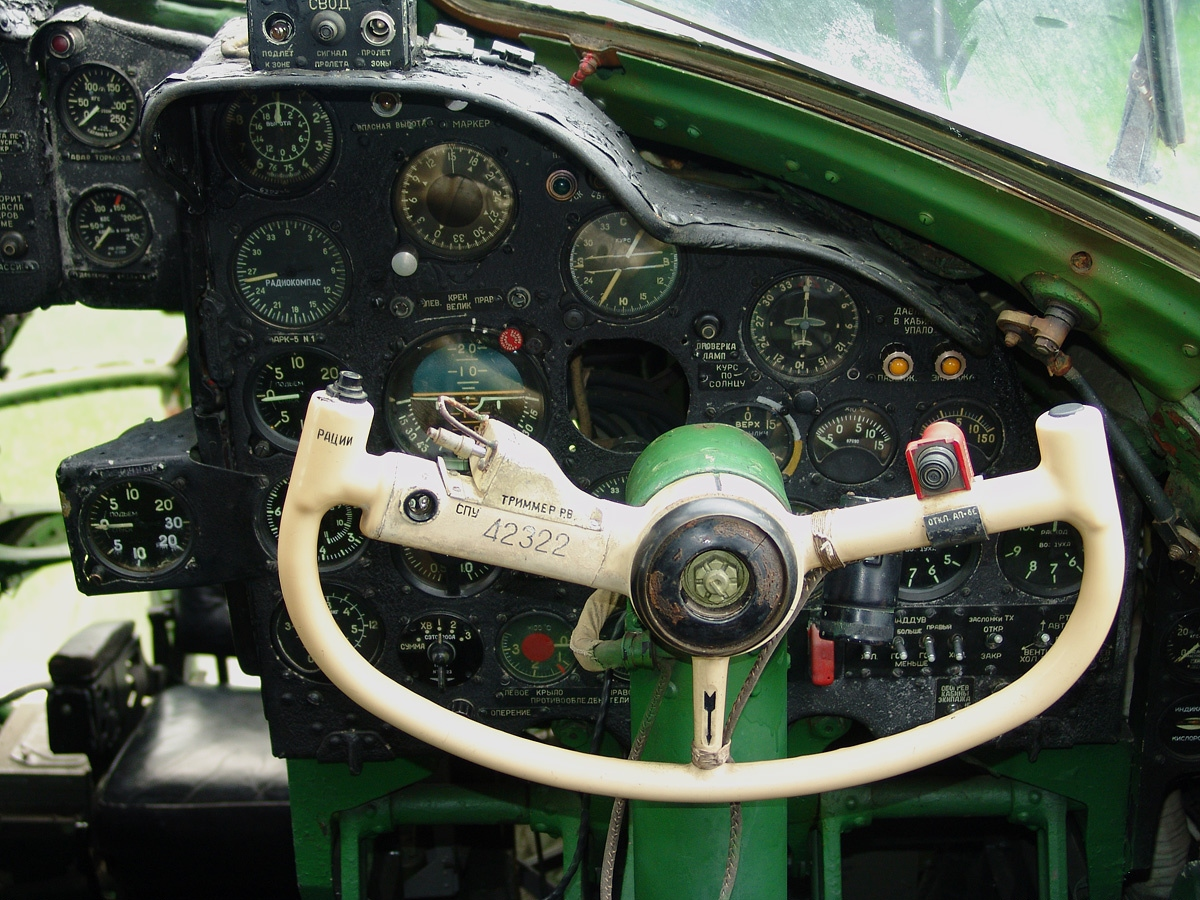
Панель приладів другого пілота Ту-104.